# Metz Mantach
Pour les articles homonymes, voir Metz (homonymie).
Metz Mantach ou Mets Mantash (en arménien Մեծ Մանթաշ) est une communauté rurale du marz de Shirak en Arménie située à 40 kilomètres à l'est de la capitale de la région, Gyumri et à 5 kilomètres à l'est d'Artik.
La communauté compte en 2008 2 455 habitants ; elle est traversée par la rivière Mantach.